# Geissospermum sericeum
A acarirana (Geissospermum sericeum), também conhecida como pereira, pau-pereira, pau-forquilha e quinarana, é uma espécie botânica pertencente à família Apocynaceae.

## Descrição
Possui flores pequenas. Sua madeira não tem uso. Sua casca é amarga e usada contra febres.